# طوالع الأنوار من مطالع الأنظار (كتاب)
طوالع الأنوار من مطالع الأنظار كتاب في علم الكلام من تأليف قاضي القضاة ناصر الدين البيضاوي. وضع فيه تفصيلاً لمشكلات علم الكلام، وناقش هذه المشكلات مناقشة وافية في ضوء المنهج الأشعري الذي ظهر بوضوح في الكتاب نظراً لمتابعة البيضاوي فيه لأحد أقطاب الأشاعرة السابقين عليه وهو الإمام فخر الدين الرازي المتوفى سنة (606 هـ) الذي تقيد البيضاوي بخطاه. وأهم ما يميز الكتاب هو الدقة المتناهية في تحديد الألفاظ والمصطلحات الكلامية، بلإضافة إلى طابع الإيجاز الشديد في عرض الموضوعات.

## موضوع الكتاب وقيمته العلمية
كتاب «طوالع الأنوار من مطالع الأنظار» مصنف في أصول الدين، عرض مؤلفه من خلاله تفصيلا لما أشكل من علم الكلام معززا إياه بمناقشة مستفيضة على المنهج الأشعري. وقد تميز عرض موضوعات الكتاب بالطابع الشمولي مع الإيجاز والدقة في تحديد المصطلحات الكلامية، قال عنه شيخ الإسلام تاج الدين السبكي: «أما الطوالع  فهو عندي أجل مختصر ألف في علم الكلام.» وأكبر دليل على قيمة الكتاب العلمية هو كثرة الشروح والحواشي التي وضعت عليه، منها:
- المطالع شرح الطوالع، إبراهيم بن أحمد بن محمد الإيجي (ت 700 هـ).
- شرح طوالع الأنظار، عبد الصمد بن محمد الفارابي ظهير الدين (ت 707 هـ).
- شرح طوالع الأنظار، محمد بن إبراهيم الزنجاني الشافعي (ت 761 هـ).
- تنوير المطالع، وكاشف أسرار طوالع الأنوار، لمحمد بن أسعد التستري الشافعي (ت 732 هـ).
- نكت على طوالع الأنوار، لمحمد بن أحمد بن عثمان البساطي (ت 842 هـ).
- شرح طوالع الأنوار، لعبيد الله بن محمد الفرغاني المعروف بالعبري (ت 843 هـ). وله ست نسخ خطية، منها نسخة بدار الكتب المصرية.
- مطالع الأنظار شرح طوالع الأنوار، محمود بن عبد الرحمن بن أحمد أبو الثناء شمس الدين الأصبهاني (ت 749 هـ)، له 16 نسخة خطية، وطبعتين: طبعة الآستانة، سنة 1305 هـ، بهامشها وبآخرها حاشية السيد الشريف الجرجاني، وهذا الشرح هو من أشهر الشروح على طوالع الأنوار وعليه أكثر الحواشي، منها:
- حاشية أبو القاسم الليثي السمرقندي (ت 888 هـ). [بروكلمان ص: 237].
- «لوامع أفكار حاشية على مطالع الانظار» لأحمد بن حسين الكرماستي. توجد منها نسخة خطية بدار الكتب المصرية.
- حاشية محيي الدين محمد المعروف بطبل باز (ت 906 هـ)[انظر ترجمته في «هدية العارفين» 2/213].
- حاشية حميد الدين الرومي (ت 908 هـ)، [انظر ترجمته في «هدية العارفين»1/334]. موجودة بخزانة أسكوريال ثان 664، وبلدية الإسكندرية رقم 14 توحيد.
- حاشية أفضل زادة (ت 908 هـ)، [انظر ترجمته في «الفوائد البهية» ص:69] موجودة بالخزانة التيمورية 270، وأوقاف الموصل 53/19.
- حاشية حسين بن معين المبيدي اليزدي (ت 910 هـ)، توجد منها نسخة بدار الكتب المصرية.
- حاشية لجلال الدين الدواني (ت 918 هـ)، توجد منها نسخة بخزانة عارف حكمت.
- حاشية صدر الدين الشيرازي (ت 1050 هـ)، توجد منها نسخة بالخزانة الأزهرية برقم 694.
- «تنقيح الأفكار شرح طوالع الأنوار» لشمس الدين محمد الآملي (ت 750 هـ). توجد منها نسخة بالخزانة المصرية بعنوان «لوامع الافكار».
- وقد اختصر طوالع الأنوار سليمان العبد الشبراوي (ت 1325 هـ)، سماه «رائع الأزهار مختصر طوالع الأنوار» طبع بمصر سنة 1325 هـ.

## محتوياته
رتب الكتاب على ثلاثة أبواب صدرت بمقدمة في «نظرية العلم» وتضم المقدمات الضرورية لعلم الكلام وهي: النظر، الحجج وأنواعها، القياس، أحكام النظر. وقد وُحدت الكتب من حيث انقسامها إلى أبواب تضم كل منها فصولا تعالج الإشكالات المتعلقة بموضوع بابها، فيبدأ بتعريف عام للإشكالية ثم يورد آراء العلماء فيها، ثم يتبعها برأيه الشخصي:

### الكتاب الأول في الممكنات
ويشتمل على ثلاثة أبواب:
1. في الأمور الكلية؛ ويضم ستة فصول في تقسيم المعلومات، والوجود والعدم، والماهية، والوجوب، والإمكان، والقدم، والحدوث، والوجود، والكثرة، والعلة والمعلول.
2. في الأعراض؛ ويضم ثلاثة فصول في المباحث الكلية ومباحث الكم والكيف، والأعراض النسبية.
3. في الجواهر؛ ويضم فصلين أحدهما في مباحث الأجسام والآخر في المفارقات. وقد اهتم المؤلف في هذا الكتاب بإيراد أقوال الفلاسفة في الجوهر والرد عليها بالحجج النقلية من الكتاب والسنة.

### والكتاب الثاني فيالإلهيات
ويشتمل على ثلاثة أبواب هي:
1. في ذات الله تعالى؛ ويضم ثلاثة فصول في العلم به سبحانه، وفي التنزيهات، وفي التوحيد.
2. صفات الله تعالى؛ وفيه فصلان أحدهما في الصفات التي تتوقف عليها أفعاله سبحانه كالقدرة والإرادة، والآخر في سائر الصفات.
3. في أفعال الله تعالى وفيه مسائل.

### والكتاب الثالث في النبوات
ويشتمل على ثلاثة أبواب:
1. في النبوة؛ ويضم أبواب في معنى النبوة وحاجة البشر إليها، وفي معجزات الأنبياء وعصمتهم وتفضيلهم على الملائكة، ونبوة محمد.
2. في الحشر والجزاء وفيه مباحث: الأول في إعادة المعدوم، والثاني في حشر الأجساد، والثالث في ذكر الجنة والنار وفرع عنه القول في أنهما مخلوقتان، والرابع في الثواب والعقاب، والخامس في العفو والشفاعة لأصحاب الكبائر، والسادس في إثبات عذاب القبر ونعيمه، والسابع في سائر السمعيات، والثامن في الأسماء الشرعية كالإيمان.
3. في الإمامة، وفيه خمسة مباحث: الأول في وجوب نصب الإمام على العباد سمعا، وعدم وجوبه على الله تعالى، والثاني في صفات الأئمة، والثالث في ما تحصل به الإمامة، والرابع في إقامة الدليل على أن الإمام الحق بعد رسول الله هو أبو بكر، والخامس في فضل الصحابة ووجوب تعظيمهم والكف عن مطاعنهم. وقد أكد البيضاوي في هذا الموضوع على رأي جمهور أهل الإسلام في الإمامة وفضل الخلفاء الأربعة، وقام بالرد على دعاوى الشيعة.